# Alianza por la República
Alianza por la República (AxR) fue una candidatura electoral comunista creada en 1988 por el Partido Obrero Socialista Internacionalista (POSI) y la Alianza Democrática Socialista (ADS), grupo fundado el 1982. En las elecciones generales españolas de 1989 obtuvo 12.607 votos. En 1992 formarían una nueva coalición con Democracia Socialista denominada Socialistas Independientes (SI).
- Datos: Q8195556